# 신창재
신창재(愼昌宰, 1953년 10월 31일~)는 대한민국의 의사, 기업인이다. 교보생명 회장이자, 대산문화재단의 이사장이며, 2024 강원 동계 청소년 올림픽 대회 조직위원회 위원장 및 광주과학기술원 GIST 이사, 서울대학교 이사회 이사 등을 역임했다.